# 生物网络
生物网络指的是适用于生物系统的网络。网络指的是具有连为一体的子单元（例如链接到整个食物网的物种单元）的系统。生物网络为生态学、进化学和生理学研究中发现的子单元连接提供了数学表示。神经网络是生物网络的一个例子。对人类疾病的生物网络分析构建了网络医学领域。

## 网络生物学和生物信息学
复杂的生物系统可以由可计算的网络表示，并作为可计算的网络进行分析。例如，生态系统可以被建模为相互作用的物种的网络，或者蛋白质可以被建模为氨基酸网络。如果将蛋白质分解得更彻底，氨基酸可以表示为连接碳，氮和氧等原子的网络。网络的基本组件是节点和边缘。节点表示网络中的单元，而边表示单元之间的相互作用。节点可以类型广泛的生物单元，其范围大至个体生物，小至大脑中的单个神经元。网络的两个重要属性是度中心性和介数中心性。度指的是连接节点的边数，而介数指的是节点在网络中的中心程度。具有高介数的节点往往充当网络不同部分之间的桥梁（即交互必须通过该节点到达网络的其他部分）。在社交网络中，具有高度或高介数的节点可能在网络的整体组成中起重要作用。
早在20世纪80年代，研究人员就开始将DNA或基因组视为一种语言系统的动态存储装置，其存储的语言系统具有精确、可计算的有限状态，可以表示为一个有限状态机。最近关于复杂系统的研究也提出了生物学问题、计算机科学问题和物理学问题（例如玻色-爱因斯坦凝聚，一种特殊的物质状态）在信息组织方面的一些深刻的共性。
生物信息学的关注焦点逐渐从个别基因、蛋白质和搜索算法转向大规模网络，并产生了各种“组”（-omes）如生物组（biome）、相互作用组（interactome）、基因组或蛋白质组。这些理论研究表明，生物网络与其他网络（例如因特网或社交网络）共享许多特征。

## 生物学网络

### 蛋白-蛋白相互作用网络
细胞中的许多蛋白-蛋白相互作用（PPI）形成蛋白质相互作用网络（PIN），其中蛋白质是节点，它们的相互作用是边。 PIN是生物学中分析得最为深入的网络。有许多PPI检测方法可以识别这种相互作用。例如，酵母双杂交系统是研究二元相互作用的常用实验技术。
最近的研究表明分子网络在长时间的进化过程中具有保守性。此外，网络中度数较高的蛋白质比度数较低的蛋白质对生物的生存更重要。这表明网络的整体组成（不仅仅是蛋白质对之间的相互作用）对生物体的整体功能是重要的。

### 基因调控网络（DNA-蛋白质相互作用网络）
基因的活性受与DNA结合的转录因子调节。大多数转录因子与基因组中的多个结合位点结合，因此，所有细胞都具有复杂的基因调控网络。例如，人类基因组编码了大约1,400个转录因子，它们调节20,000多个人类基因的表达。研究基因调控网络的技术包括ChIP-chip、ChIP-seq、CliP-seq等。

### 基因共表达网络（转录本-转录本关联网络）
基因共表达网络可以被理解为衡量转录本丰度的变量之间的网络。这些网络已被用于对DNA微阵列、RNA-seq或miRNA数据进行系统生物学分析。加权基因共表达网络分析被广泛用于鉴定共表达模块和模块内的中枢基因。共表达模块可以与细胞种类或细胞通路对应。模块内的中枢基因可以作为各自模块的代表。

### 代谢网络
活细胞中的各种化学物质被生化反应连接起来。生化反应由酶催化，将一种化学物质转化为另一种化学物质。因此，细胞中的所有化学物质都是复杂的生化反应网络的一部分，这一网络被称为代谢网络。对这一网络的分析可以帮助我们了解自然选择如何作用于代谢途径。

### 信号网络
信号在细胞内或细胞之间转导，从而形成复杂的信号传导网络。例如，在MAPK / ERK通路中，通过一系列蛋白-蛋白相互作用、磷酸化反应将信号从细胞表面转导至细胞核。信号传导网络通常与蛋白-蛋白相互作用网络、基因调控网络和代谢网络共同发挥作用。

### 神经网络
大脑中复杂的相互作用使其成为应用网络理论的理想对象。大脑中的神经元彼此密切相关，这导致大脑在结构和功能方面都形成了复杂的网络。例如，在灵长类动物大脑的皮层区域或人类吞咽过程中可以观察到小世界网络的特征。这表明大脑的皮层区域并没有直接相互作用，但大多数区域可以通过少数几次相互作用彼此连接。 

### 食物网
所有生物通过摄食作用相互连接。也就是说，如果一个物种吃另一个物种或被另一个物种吃掉，它们就会在捕食者和猎物相互作用的食物网中相连。网络分析可用于研究食物网稳定性并考察某些特定网络的特征是否会使网络更加稳定。